# Believe (canción de The Chemical Brothers)
«Believe» es un sencillo del dúo de música electrónica The Chemical Brothers. Se lanzó el 2 de mayo de 2005 como el segundo sencillo del álbum Push the Button. Alcanzó el puesto número 18 en los UK Singles Chart. Kele Okereke, cantante principal y guitarrista de la banda de indie rock Bloc Party colabora en las voces. Un remix de la canción fue presentado en el video de snowboard de 2005 «Flavor Country» por Sandbox.

## Composición
John Bush de Allmusic describió: «[La canción] agoniza sobre una producción de electroshock energizada compuesta de partes iguales de Prince y Chicago acid house».

## Video musical
El video se estrenó en MTV el 18 de marzo de 2005. El video musical de la canción fue dirigido por Dom and Nic, contiene escenas filmadas en la ya desaparecida planta de MG Rover, ahora propiedad de SAIC. El clip comienza con un hombre viendo a unas mujeres bailando en un video de ejercicio en el televisor de una tienda, posiblemente falsificando el video reciente del sencillo de Eric Prydz «Call on Me». El hombre resulta ser un trabajador de una fábrica paranoica aterrorizado por el robot de ensamblaje automatizado que opera, posiblemente bajo la influencia de drogas alucinógenas o posiblemente analgésicos, ya que tiene un yeso en el brazo izquierdo.
Se imagina que las máquinas lo observan y lo amenazan, al verlos fuera de la fábrica, persiguiéndolo antes de desaparecer. Finalmente, incluso después de dejar su trabajo, el hombre es perseguido hasta la parte superior de un edificio por uno de los brazos, donde se lanza hacia él antes de desaparecer. Corre hacia la calle y ve varias máquinas que se abalanzan hacia él, y su visión del mundo se desintegra en un lío de formas y colores geométricos. Se derrumba, riendo histéricamente mientras los robots desaparecen una vez más.
El video ganó el premio al Mejor Video en los MTV Europe Music Awards 2005.

## Lista de canciones
| Sencillo CD Reino Unido #1 |                  |          |  |
| N.º                        | Título           | Duración |  |
| 1.                         | «Believe» (Edit) | 3:48     |  |
| 2.                         | «Giant»          | 4:32     |  |

| Sencillo CD Reino Unido #2 |                                            |          |  |
| N.º                        | Título                                     | Duración |  |
| 1.                         | «Believe» (Extended Version)               | 6:20     |  |
| 2.                         | «Spring»                                   | 5:27     |  |
| 3.                         | «Believe» (Erol Alkan's 'Fell Me' Re-Work) | 6:23     |  |
| 4.                         | «Believe» (Music Video)                    | 4:22     |  |

| Sencillo 12" Reino Unido |                               |          |  |
| N.º                      | Título                        | Duración |  |
| 1.                       | «Believe» (Extended Version)  | 6:20     |  |
| 2.                       | «Galvanize» (Abe Duque Remix) |          |  |
| 3.                       | «Giant»                       | 4:32     |  |

| Sencillo CD Australia |                                            |          |  |
| N.º                   | Título                                     | Duración |  |
| 1.                    | «Believe» (Extended Version)               | 6:20     |  |
| 2.                    | «Spring»                                   | 5:27     |  |
| 3.                    | «Believe» (Erol Alkan's 'Fell Me' Re-Work) | 6:23     |  |

## Posicionamiento en listas
| Lista (2005)                   | Mejor posición |
| ------------------------------ | -------------- |
| Reino Unido (UK Singles Chart) | 18             |